# MATECH
MATECH(マテック)は、京都府京都市下京区に本社を置く家電機器のデザイン、開発、販売を行うテクノロジー企業。

## 概要
MATECH株式会社（マテック、英: MATECH Inc.）は、日本の京都府に本拠を置く電子機器開発会社であり、主にモバイルバッテリーや急速充電器などの充電関連製品を手がけるファブレス企業である。2016年に設立され、Amazon.co.jpを中心とした直販型のD2C（Direct-to-Consumer）モデルを採用している。

### 概要
MATECHは、オンライン専業の販売戦略を展開することにより、製品の企画から開発、販売、配送までの全工程を自社で一貫して行っている。製造工程は中国・深圳、ベトナム、台湾などの外部パートナー企業に委託しており、自社ではハードウェアの設計や品質管理、マーケティングなどに特化している。
代表者は京都在住でありながら、多国籍の人材を活用して国際的な製品開発体制を構築しており、グローバルな視点を取り入れた製品企画を推進している。

### 主な製品・技術
MATECHの主力製品には、モバイルバッテリー、USB急速充電器、GaN（窒化ガリウム）テクノロジーを採用したUSB Power Delivery対応製品などが含まれる。同社は、高出力かつ小型化を実現する充電器の開発に注力しており、ハイエンド市場に特化した製品群を展開している。

### 認証・品質管理
MATECHの製品は、以下のような自社・提携先工場を含め複数の国際的な認証を取得している：
- PSE（電気用品安全法）
- WPC Qi（ワイヤレス電力伝送規格）
- ISO9001（品質マネジメントシステム）
- Qualcomm Quick Charge（急速充電規格）
- Apple MFi（Made for iPhone / iPad / iPod）

これにより、日本国内および海外市場においても信頼性の高い製品を提供している。

### その他
近年は、ユーザー体験を重視したデザインや機能性に加え、サステナビリティやエコロジーへの配慮も意識した製品開発を進めており、技術と創造性の融合によって独自性の高い製品ラインナップを確立している。

## 名前の由来
ＭＡＴＥＣＨ（マテック）は、日本の企業であるＭＡＴＥＣＨ式会社が展開するガジェット機器のブランド名である。ブランド名は、創業者である松本による「MATSUMOTO TECHNOLOGY（マツモト・テクノロジー）」を略して命名された。

## 本社・支店
- 京都本社